# Albin Michel
Albin Michel или Éditions Albin Michel (Альбе́н Мише́ль) — одно из старейших и авторитетных французских издательств с центром в Париже. Основано Альбеном Мишелем в 1901 году.
На начало 1990-х годов 88 % капитала владел президент издательства — генеральный директор Ф. Эсменар, а также двое его братьев. Помимо художественной литературы, выпускает также детскую, учебную, научно-техническую и медицинскую, комиксы, издания по искусству, путеводители практические руководства, книги по религии, общественным и гуманитарным наукам. Среди серий, выпускаемых издательством, — «Французские романы», «Литература», «Иностранные романы» и прочие. Выпускает также ряд периодических изданий, схожих с «Роман-газета». У фирмы, по данным 1998 года, существовал договор с совместным предприятием с «Каналь плюс» (Canal+) — «Каналь плюс Эдисьон» (CANAL+ Editions), специализировавшееся на выпуске книг по тедепередачам. Также договоры были заключены ещё с тремя малыми предприятиями, которые выпускали исторические книги на основе архивных материалов. Издательство, по состоянию на 1998 год, владело 50 % капитала книжного клуба «Гран ливр дю муа». Общий выпуск издательства, по данным на 1998 год, равнялся 550 изданиям в год; в каталоге числилось около 7,5 тысяч названий.